# Prosidactus
Prosidactus is een kevergeslacht uit de familie van de boktorren (Cerambycidae). De wetenschappelijke naam van het geslacht werd voor het eerst geldig gepubliceerd in 2010 door Teocchi, Sudre & Jiroux.

## Soorten
Prosidactus is monotypisch en omvat slechts de volgende soort:
- Prosidactus bartolozzii Teocchi, Sudre & Jiroux, 2010